# مارکو هیلر
مارکو هیلر (انگلیسی: Marco Hiller؛ زادهٔ ۲۰ فوریهٔ ۱۹۹۷) بازیکن فوتبال اهل آلمان است.
از باشگاه‌هایی که در آن بازی کرده‌است می‌توان به باشگاه فوتبال مونیخ ۱۸۶۰ اشاره کرد.